# Autorun.inf
Autorun.inf je v informatice název konfiguračního souboru, který může být využíván funkcemi AutoRun a AutoPlay (automatické přehrávání), které jsou součástí operačního systému Microsoft Windows. Soubor je ve formátu prostého textu. Pro správnou funkci je nutné, aby byl soubor umístěn v kořenovém adresáři svazku. Protože souborové systémy ve Windows nerozlišují malá a velká písmena, nezáleží v názvu na velikosti písmen.

## Použití
Funkce AutoRun byla v Microsoft Windows poprvé použita v operačním systému Windows 95. Cílem byla redukce nákladů na technickou podporu, pro technicky méně zdatné uživatele. AutoRun umožňuje (po vložení média do mechaniky) automatické spuštění počítačového programu, umístěného na datovém disku CD-ROM (zpravidla instalační program) (platí i pro další vyměnitelná média jako USB flashky, paměťové karty a externí HDD). Pomocí Autorunu lze nastavit ikonu, která bude u disku zobrazena v Průzkumníku Windows (nebo v Tento počítač). Další možnosti nastavení byly přidány v následujících verzích Microsoft Windows (podpora automatického přehrávání AutoPlay a další).

## Obsah souboru
Soubor Autorun.inf obsahuje prostý text. Je umístěn v kořenovém adresáři zařízení. Soubor obsahuje dvojice klíč=hodnota, podobně jako klasické konfigurační INI soubory.
Upřesnění klíčů:
- Název a umístění programu, který je zavolán po vložení média (AutoRun úkol)
- Název souboru, který obsahuje ikonu (namísto standardní ikony jednotky)
- Příkazy pro kontextovou nabídku (zobrazí se po kliknutí pravým tlačítkem myši)
- Výchozí příkaz, který probíhá při spuštění jednotky (dvojklik)
- Změna automatického přehrávání
- Definice přítomnosti ovladačů

### Práce se soubory INF
Pouhá existence souboru Autorun.inf na médiu neznamená, že ho systém Windows použije automaticky. Zpracování INF souborů závisí na verzi OS, typu jednotky a některých nastavení registrů.
Pokud je v registrech povolena práce s INF soubory:
- Verze před Windows XP

Autorun úkol je načten, analyzován, instrukce jsou následně provedeny. Úkol je vykonán bez zásahu uživatele.
- Windows XP, před aktualizací Service Pack 2

Zavedení automatického přehrávání.
Zařízení typu DRIVE_CDROM (CD-ROM mechanika) dovoluje Automatické přehrávání i když není soubor autorun.inf nalezen.
Disk typu DRIVE_REMOVABLE nepoužívá soubory autorun.inf. Všechna vyměnitelná média jsou zpracovávána Automatickým přehráváním.
- Windows XP Service Pack 2 a vyšší (Windows Vista včetně)

AutoRun úkol bude jednou z možností v rámci dialogu Přehrát automaticky. Úkol musí být spárován s klíčem, jinak je vynechán.
- Windows Vista

Úkoly Autorunu jsou prováděny automaticky na jakémkoliv typu jednotky. Všechny úkoly jsou prováděny v rámci Automatického přehrávání, které ve výchozím nastavení zobrazí uživateli příslušné dialogové okno.
- Windows 7

Úkoly AutoRunu lze zadat pouze médiím CD/DVD. Pro ostatní jednotky jsou povoleny pouze klíče label (popis) a icon (ikona)

### Jednoduchý příklad
Tento soubor autorun.inf určuje soubor setup.exe jako spouštěč aplikace (při aktivaci AutoRunu). První ikona uložena v souboru setup.exe bude reprezentovat jednotku v Průzkumníku Windows:
```
[autorun]
 

open
=
setup.exe
 

icon
=
setup.exe,0

label
=
Moje instalační CD

```

## Sekce
Následující sekce obsahují platné klíče pro soubory autorun.inf.

### [Autorun]
Sekce Autorun obsahuje výchozí AutoRun příkazy. Soubor je musí obsahovat, aby byl platný. Povolené klíče:
 action=text 
 action=@[filepath\]filename,-resourceID 
Windows XP SP2 a vyšší; jednotky typu DRIVE_REMOVABLE and DRIVE_FIXED
Určuje text použitý v dialogu Přehrát automaticky. Text je vyjádřen buď jako text nebo jako reference na zdroj. Ikona je zobrazena vedle textu. Tato položka je vybrána ve výchozím nastavení a je vždy na prvním místě v dialogu Přehrát automaticky.
Akce se nezobrazuje na jednotkách typu:
DRIVE_REMOVABLE
dialogové okno Přehrát automaticky se zobrazí, ale bez další položky, úkol AutoRun je v podstatě vynechán.
DRIVE_FIXED
Text je vytvořen a použit v dialogu Přehrát automaticky.
U ostatních typů disků je klíč ignorován.
 icon=iconfilename[,index] 
Název zdroje, který obsahuje ikonu. Tato ikona nahradí standardní ikonu jednotky v průzkumníku Windows.
 label=text 
Určuje textový popisek reprezentující jednotku v Průzkumníku Windows.
 open=[exepath\]exefile [param1 [param2 ...]] 
Určuje cestu, název souboru a volitelné parametry aplikací, které spouští AutoRun. Jedná se o funkci CreateProcess vyvolanou AutoRunem.
 shellexecute=[filepath\]filename [param1 [param2 ...]] 
Windows 2000, Windows ME a vyšší
Podobné otevřít, ale pomocí souboru asociace pro běh aplikace. Název souboru může být proto spustitelný nebo datový soubor. (Jde o ShellExecuteEx funkci, která je volána AutoRunem. )
 UseAutoPlay=1 
Windows XP a vyšší; jednotky typu DRIVE_CDROM
Použití spíše Automatického přehrávání, než AutoRunu s CD. Starší OS než jsou Windows XP tento klíč neovlivňuje.
 shell\verb\command=[exepath\]exefile [param1 [param2 ...]] 
Přidává vlastní příkaz k disku v místní nabídce. Verb je řetězec bez mezery. Příklad:
 shell\verb=menu text 
text v menu, Ampersand (&) vybere klávesovou zkratku pro menu.
 shell=verb 
Odkazuje se na shell\verb jako výchozí příkaz v místní nabídce. Pokud chybí výchozí položka menu, dojde k Přehrát automaticky.
Příklad:
shell\readme\command=notepad readme.txt
shell\readme=Read &Me
shell=readme

### [Obsah]
Windows Vista a vyšší
Obsah (Content) umožňuje autorům sdělit typ obsahu automatického přehrávání, aniž by bylo přímo nutné zkoumat obsah média.
Platné klíče: MusicFiles, PictureFiles, VideoFiles. Každý klíč může být uveden s pravdivými/nepravdivými hodnotami. Nejsou case sensitive.
Pravda – True (true, 1, y, yes, t)
zobrazí obslužné manipulátory s tímto typem obsahu
Nepravda – False (false, 0, n, no, f)
nezobrazí obslužné manipulátory s tímto typem obsahu
Příklad:
```
[Content]

MusicFiles
=
Y

PictureFiles
=
0

VideoFiles
=
false

```

### [ExclusiveContentPaths - Výhradní obsah]
Windows Vista a vyšší
Automatické přehrávání obsahu hledá pouze v uvedených složkách a jejich podsložkách. Název složky je brán vždy jako absolutní cesta (z kořenového adresáře média).
Příklad:
```
[ExclusiveContentPaths]

\pictures

\music

more music\special

```

### [IgnoreContentPaths - Ignorovaný obsah]
Windows Vista a vyšší
Automatické přehrávání nebude skenovat uvedené složky ani jejich podsložky.
Příklad:
```
[IgnoreContentPaths]

pictures

\music

more music\special

```

### [DeviceInstall - Instalace zařízení]
Windows XP a vyšší
Označuje místo, kde mohou být uloženy soubory ovladačů. To braní zdlouhavému prohledávání celého obsahu media. Bez uvedení této sekce budou ovladače hledány v disketách (jednotky A nebo B), dále v CD/DVD médiích menších než 1GB. Při průběhu instalace se pouze odkazuje na umístění ovladačů.
Platný klíč:
DriverPath=directorypath
který vypíše cestu, kde se budou hledat ovladače.
Příklad:
```
[DeviceInstall]

DriverPath
=
drivers\video
 

DriverPath
=
drivers\audio

```